# Johannes de Monte
Johannes de Monte, auch Johannes von Berg (* 1362; † 17. Dezember 1443 in Koblenz), war ein deutscher Dominikanerabt, Weihbischof in Trier und Titularbischof in Azotus.

## Leben
Die Herkunft des Johannes de Monte ist durch die Quellenlage nicht belegt. Er stammt vermutlich vom Schloss Berg bei Nennig im Saarland, worauf seine Namensführung schließen lässt. Er trat als Zehnjähriger in das Dominikanerkloster Koblenz ein und studierte Theologie. Von 1401 bis 1409 war er Magister im Dominikanerkonvent Köln und hatte dort das Lizenziat für Theologie. In Trier übte er in dieser Zeit ebenfalls eine Vorlesungstätigkeit aus. Zu Jahresbeginn 1409 lehrte er an der Prager Universität. Wegen der Hussitenunruhen stellte er diese Lehrtätigkeit ein und übernahm als Theologieprofessor Vorlesungen an der Universität zu Köln. 1416 war er Vizekanzler der dortigen Universität.
Auf dem Konzil von Konstanz, das vom 5. November 1414 bis zum 22. April 1418 durchgeführt wurde, war er der Vertreter Kölns.
Er war Generalvikar unter dem Erzbischof Jakob von Sieck und wurde von Papst Bedenedikt XIII. am 9. September 1419 zum Titularbischof von Azotus ernannt.
Am 13. April 1432 erhielt er von Papst Eugen IV. die Erlaubnis zur weiteren Ausübung der Pontifikalien.
Am 13. September 1441 war er gemeinsam mit Nikolaus von Kues durch Erzbischof Jakob beauftragt, dem Burdekan von Trier und alle Pfarrer, Rektoren und Priester, Kleriker, Notare und Tabellionen in Stadt und Diözese Trier die Pläne des Erzbischofs zur Vereinigung der Pfarrkirche St. Isidor mit dem Kloster St. Katharina in Trier bekannt zu geben.
In diese Zeit fallen auch die gemeinsamen Reformbemühungen mit Nikolaus von Kues.
De Monte wurde im Dominikanerkloster Koblenz bestattet.